# 石川県道209号芝原石引町線

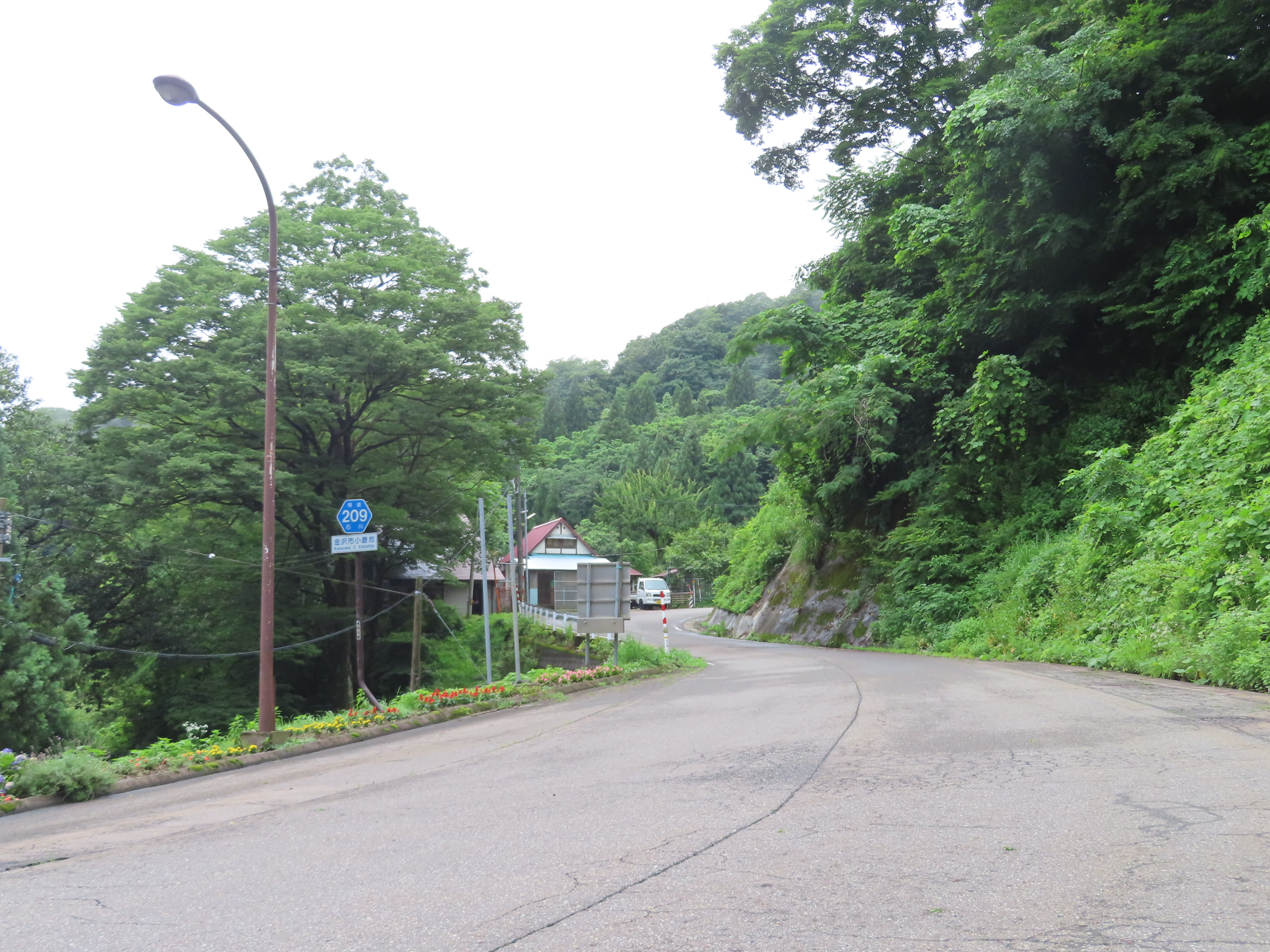
金沢市小菱池町

石川県道209号芝原石引町線（いしかわけんどう209ごう しばはらいしびきちょうせん）は、石川県金沢市内を通る一般県道（石川県道）である。

## 路線概要
- 起点：石川県金沢市芝原町ハ52番2地先（＝平下橋西詰・石川県道10号金沢湯涌福光線交点）
- 終点：石川県金沢市小立野四丁目513番地先（＝小立野4丁目交差点・石川県道10号金沢湯涌福光線交点）

医王山、戸室山、キゴ山等の山間部と、金沢市田上、旭町、小立野方面とを結ぶ路線である。
湯涌温泉街の北、富山県方向へ至る県道10号と分岐するところが起点である。最初は短区間の両側2車線。上山町の集落を過ぎると1車線分の狭さとなり、医王山登山口のある見上峠までは普通車でもすれ違いの困難な狭隘区間となる。見上峠付近から再び両側2車線となって、金沢市俵町や太陽丘ニュータウンの北端を通り、金沢市田上町地内において金沢外環状道路山側幹線（山側環状）と接続する。田上小学校前交差点で西に折れ、浅野川に架かる下田上橋を渡って、小立野台地を上る。小立野では、再び1車線分の狭路となる。北陸鉄道グループの小立野2丁目バス停前から終点手前の如来寺前までの区間は、終点方向からの一方通行となっており、自動車および原付は進入ができない。起点の芝原側から来た自動車・原付は、市道の一方通行を抜けて県道10号の小立野2丁目交差点へ出ることになる。

## 歴史
- 1973年（昭和48年）3月31日：路線認定。
- 2006年（平成18年）頃 山側環状の整備や付近の区画整理事業に伴い、田上本町交差点付近から下田上橋東詰までを現在の経路で認定。

## 接続道路
- 石川県道10号金沢湯涌福光線（金沢市芝原町・平下橋詰：起点）
- 石川県道22号金沢小松線（金沢外環状道路山側幹線・「山側環状」）（金沢市田上町・田上町交差点、同市田上町・田上小学校口交差点）
- 石川県道10号金沢湯涌福光線（金沢市小立野4丁目・小立野4丁目交差点：終点）

## 重複区間
- 石川県道22号金沢小松線（金沢市田上町・田上町交差点 - 同市田上町・田上小学校口交差点）

## 周辺施設
- 湯涌温泉
- 浅野川
- 医王山
- 医王山県立自然公園
- 医王山スポーツセンター
- 医王山スキー場
- キゴ山自然学習館
- 金沢市市営放牧場
- 旧金沢市立俵小学校
- 太陽丘ニュータウン
- 田上団地
- 朝霧台
- オータム天然温泉 しあわせの湯II
- 金沢市立田上小学校
- 石川県立金沢商業高等学校
- 金沢市立小立野小学校
- 石川県立盲学校
- 金沢大学医薬保健学域保健学類（鶴間キャンパス）
- 金沢美術工芸大学
- 金沢少年鑑別所
- 如来寺
- 天徳院